# Добрынинский тоннель
Серпуховской тоннель — транспортная развязка на Садовом кольце, проходит под Серпуховской площадью и соединяет части Валовой улицы.
Количество тоннелей — 2, в каждом — 3 полосы движения. Длина подземной части — около 170 м.